# جسر القرن الإفريقي

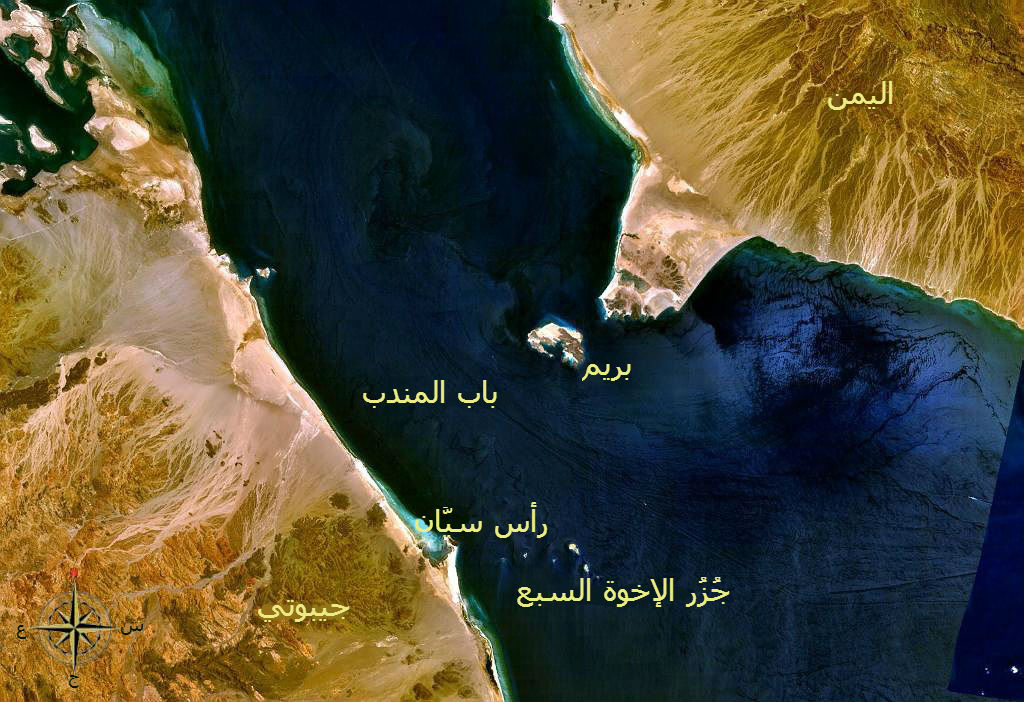
منطقة باب المندب

جسر القرن الإفريقي أو جسر النور هو مشروع مقترح لبناء جسر يصل سواحل جيبوتي واليمن عبر باب المندب «مضيق بين البحر الأحمر وخليج عدن». وسيتم بناؤه من قبل شركة مدينة نور للتنمية إلى جانب بناء مدينة النور. الفكرة صدرت عن شركة الشرق الأوسط للتنمية، التي يرأسها طارق بن لادن. تُقدّر تكلفته بعشرين مليار دولار أمريكي.
يبلغ الطول الكلي للجسر المقترح حوالي 28.5 كم، ويبدأ من اليمن ماراً بجزيرة بريم، وينتهي عند جيبوتي، كان من المتوقع أن يفتتح عام 2020. إلا أن المشروع عُلّق إلى أجل غير مسمى.